# Jérôme Sacca Kina Guézéré
Jérôme Sacca Kina Guézéré de son nom entier Abdel Aziz Jérôme Chabi Sacca Kina Guézéré est un homme politique béninois mort le 11 janvier 2005. Il était le quatrième vice-président du Parlement panafricain de l'Union Africaine.

## Biographie
Jérôme Sacca Kina Guézéré est né en 1952 à Kandi dont il est originaire. Il est élu à l'Assemblée nationale du Bénin pour la première fois lors des élections législatives de 1991. Il est réélu en 1995. En 1994, avec ses amis, il crée le parti politique Front d'action pour le renouveau et le développement (FARD-Alafia).
De 1996 à 1998, il occupe le poste de ministre du développement rural sous la présidence de Mathieu Kérékou.  Lors des élections législatives de mars 1999, il est de nouveau élu à l'Assemblée nationale en tant que candidat des FARD-Alafia. Il devient dans la foulée président du groupe parlementaire Solidarité et Progrès à la suite de ces élections. 
Lors des élections législatives de mars 2003, il a été élu en tant que candidat de l'Union pour l'avenir du Bénin (UBF), une coalition politique dont fait partie son parti originel FARD-Alafia.
Jérôme Sacca Kina Guézéré à également occupé le poste de premier vice-président de l'Assemblée nationale.
Il est élu quatrième vice-président du Parlement panafricain lors de son inauguration en mars 2004. Malade, il décède le 11 janvier 2005.

## Mémoire
Le stade de football de la ville de Kandi porte son nom.

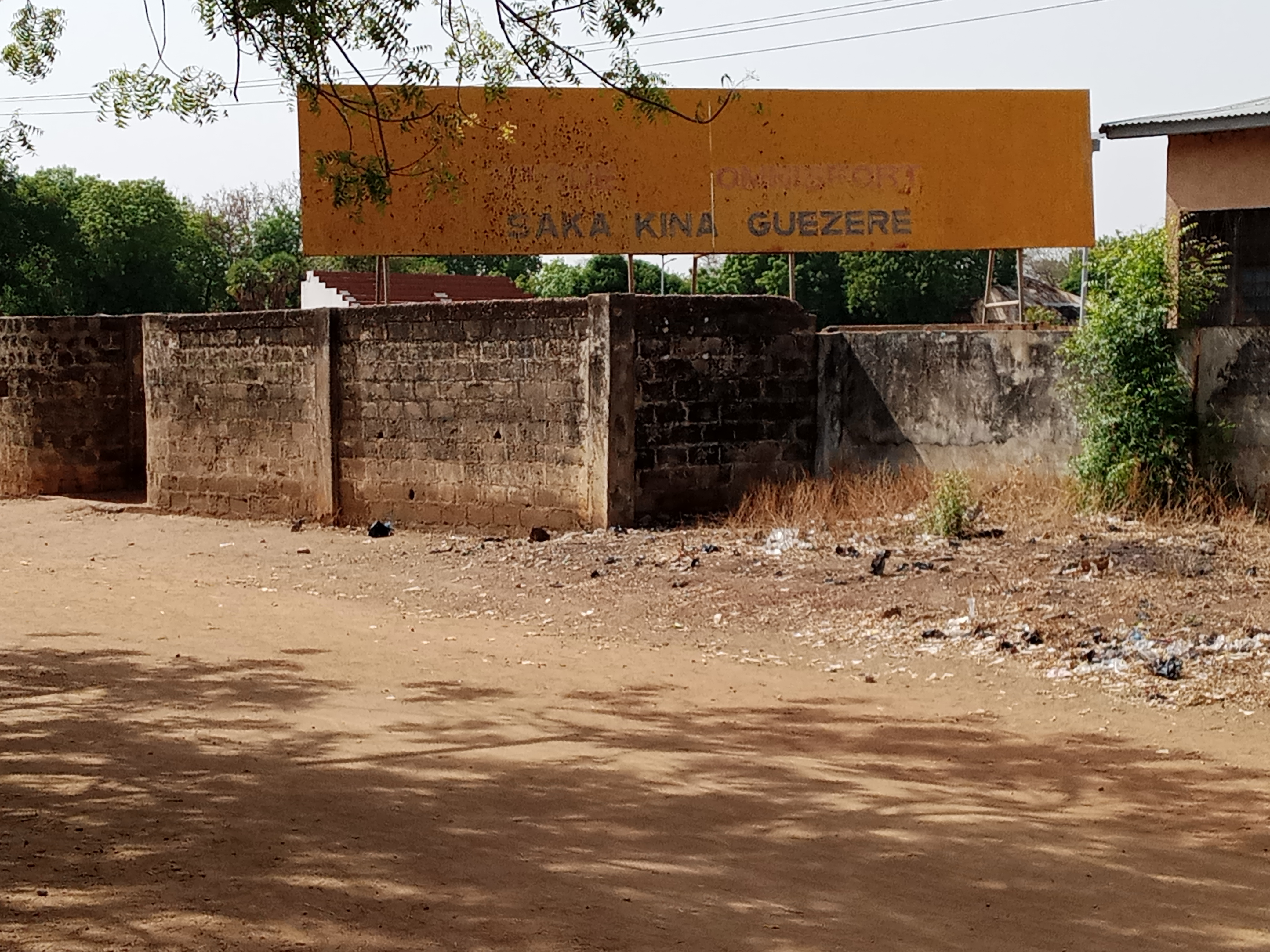
Stade Saka Kina Guézéré de Kandi
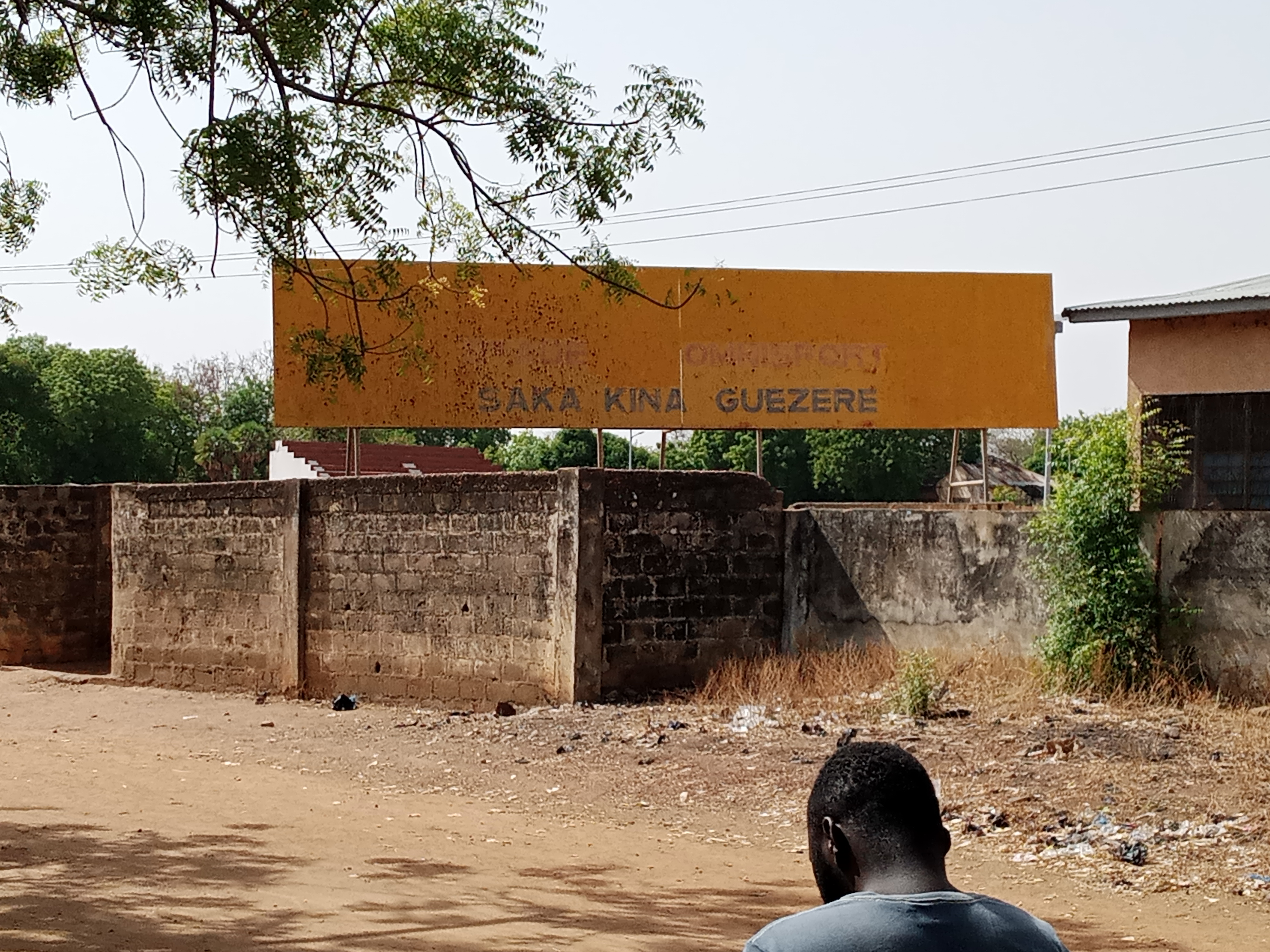
Le Stade Saka Kina Guézéré de Kandi